# 周培源

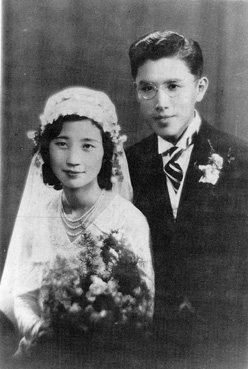
周培源与妻子王蒂澂结婚照，1932年

周培源（1902年8月28日—1993年11月24日），江苏宜兴人，中国共产黨、中华人民共和国政治人物，原副国级领导人。中国理论物理学家、力學家，中国科学院院士，在流体力学领域的研究中有重要贡献，最重要的工作是导出了雷诺应力的输运方程。曾任國家科協主席、北京大学校长。

## 生平
1924年毕业于清华学校。1926年春获美国芝加哥大学学士学位，同年底获硕士学位。1928年获美国加州理工学院博士学位。
1936年在美国普林斯顿高等研究院跟从爱因斯坦研究广义相对论。其后，在德国莱比锡大学和瑞士苏黎世联邦理工学院继续进行量子力学的博士后研究。
历任清华大学物理系教授、清华大学教务长，北京大学数学力学系教授、北京大学副校长，北京大学校长。文革期間，不明真相的职工被鼓动，几次三番地冲击653校楼。后来，在周总理的关怀下才得以回到北京。
1980年3月15日，中国科学技术协会第二次全国代表大会在北京召开，会议选出第二届全国委员会，其被选为主席。1986年6月，中国科学技术协会第三次全国代表大会在北京召开，选举产生第三届全国委员会。6月28日，第三届全国委员会第一次会议召开，推举其担任名誉主席。

## 家庭
妻子王蒂澂（1910年9月26日-2009年6月22日），北平女子师范大学毕业。1932年，周培源王蒂澂在北京结婚，由时任清华校长梅贻琦主婚。
周王共育有四个女儿：
- 周如枚，1980年去世。
  - 第一任丈夫梁从诫是梁思成和林徽因的儿子。两人在文革期间离婚。两人的儿子梁鉴又名周志兵。梁鉴的女儿梁周洋，又名周洋，美籍华人模特。
  - 第二任丈夫麻醉学家谢荣，1968年生女谢兰。谢兰现名 Cecilia Xie Lan Birge，1989年六四事件之后移民美国[8]，曾任美国新泽西州蒙哥马利镇区议员、区长。
- 周如雁
- 周如玲
- 周如苹，周培源基金会理事长、法人代表。周如苹已于几年前去世。

## 纪念
1993年，周培源基金会正式成立。（2022年，民政部将其列入社会组织严重违法失信名单）
2003年，周培源铜像在北京大学落成。
以周培源命名的奖项：
- 周培源力学奖
- 周培源物理奖

以周培源命名的研究單位：
- 清華大學周培源应用数学研究中心